# Kantharos (Bildhauer)
Kantharos (altgriechisch Κάνθαρος), Sohn des Alexis, war ein griechischer Bildhauer, der in der ersten Hälfte des 3. Jahrhunderts v. Chr. tätig war.
Kantharos stammte aus Sikyon und war in Olympia sowie in Theben tätig. Plinius listet ihn in seiner Naturalis historia zwar auf, gibt zu ihm aber keine weiteren Angaben. Nach Pausanias war er ein Schüler des Eutychides. Für Olympia schuf er zwei Siegerstatuen für das Ringen der Jungen, auf denen die Olympioniken Kratinos von Aigeira (Sieger der 127. Spiele 272 v. Chr.) und Alexinikos von Elis (Sieger der 128. Spiele 268 v. Chr.) dargestellt wurden. Aus Theben ist sein Wirken inschriftlich bezeugt, seine Signatur fand sich auf einer Marmorbasis, auf der sich die Statue eines Thoinias befand. Die Statue des Thoinias wurde von dessen Eltern gestiftet, sodass es sich hierbei ebenfalls um die Darstellung eines Jungen gehandelt haben dürfte.